# Ремаренко, Иван
Иван Ремаренко (род. 7 августа 1988, Молдова) — молдавский дзюдоист и самбист, чемпион Молдавии по дзюдо, чемпион и призёр чемпионатов Румынии по дзюдо, призёр чемпионата мира по дзюдо, участник двух Олимпиад.

## Карьера
Выступал в средней (до 90 кг) и полутяжёлой  (до 100 кг) весовых категориях. Чемпион Молдавии 2008, 2010, 2011 и 2012 годов по дзюдо. Чемпион (2012) и бронзовый призёр (2011) чемпионатов Румынии по дзюдо.
На Всемирных играх боевых искусств 2010 года в Пекине на соревнованиях по самбо стал бронзовым призёром.
На летних Олимпийских игр 2012 года в Лондоне Ремаренко представлял Молдавию. Он в первой же схватке проиграл россиянину Кириллу Денисову и выбыл из дальнейшей борьбы.
На следующей Олимпиаде в Рио-де-Жанейро Ремаренко выступал за команду ОАЭ. Он провёл единственную схватку, в которой уступил алжирцу Лиесу Буякубу и остался без наград Олимпиады.